# Manuel Hinojosa
Manuel Enrique Hinojosa Muñoz, ex diplomático chileno. Se desempeñó como Embajador de Chile en Rumania y Bulgaria, y en la República Dominicana (2008-2013). Fue cónsul en Miami, Estados Unidos; en Mendoza y en Ushuaia, Argentina; y en Caracas, Venezuela. También cumplió funciones en las representaciones de Chile en Estados Unidos, en Bélgica, en Jordania y ante la OEA.

## Biografía
Egresó de la Academia Diplomática “Andrés Bello”. Asimismo, estudió Licenciatura en Geografía en la Universidad Católica de Valparaíso; Ciencias Políticas y Relaciones Internacionales en la Universidad de Lovaina, Bélgica; y Derecho en la Universidad U.N.E.D. de Madrid, España.
Comenzó su carrera diplomática en 1976. Se desempeñó como embajador de Chile en Rumania y Bulgaria. Fue cónsul general en Miami, Estados Unidos; en Mendoza y en Ushuaia, Argentina. Fue cónsul adjunto en Caracas, Venezuela. También ha cumplió funciones diplomáticas en las representaciones de Chile en Estados Unidos; en Bélgica; ante la OEA y en Jordania.
En Chile se ha desempeñó en las Direcciones de América del Sur; de Europa y de Medio Ambiente. Fue Director de Medio Oriente y África, y Director y Subdirector de la Dirección de Recursos Humanos y ha dictó clases en la Academia Diplomática Andrés Bello.
Hinojosa, fue parte del denominado "grupo de los 10", embajadores cercanos a la coalición de centro izquierda Concertación de Partidos por la Democracia.
Manuel Hinojosa ha recibido condecoraciones de diversos países. En República Dominicana fue premiado con el Orden al Mérito de Duarte, Sánchez y Mella en el Grado de Gran Cruz Placa de Plata, al concluir su misión como embajador de ese país.